# Корни (фильм, 2016)
«Корни», драма 2016 года, снятая режиссёром Ваге Яном.
Премьера фильма состоялась 21 апреля 2016 года в Ереване: Производство Sharm Pictures.

## Сюжет
Проживающий в Бостоне журналист-блогер Арам решает прилететь в Армению в канун100-летней годовщины геноцида армян и освещать намечаемые мероприятия в своем блоге. В Армении он совершенно случайным образом знакомится с Анет, которая живёт во Франции и является постоянной читательницей его блога, где девушка представляется под прозвищем Ванэ. Рождается история любви, которая ещё сильнее привязывает героев к родной земле. Любовь Арама и Анет становится символом зова крови. Молодые люди представляют четвёртое поколение, рождённое после геноцида. Проживая за пределами Армении, они не перестают помнить о своих корнях и о прошлом своего народа. Параллельно с красивой историей любви, фильм “Корни” обращается также к мероприятиям, имевшим место в 2015-м году в рамках 100-летней годовщины геноцида и собравшим вокруг себя армян со всего мира. В фильме пересекаются документальный и игровой жанры. Картина снята в жанре Scripted Reality, и своим стилем и способом преподнесения она является новым словом в армянской киноиндустрии.

## В ролях
| Актёр                 | Роль |
| --------------------- | ---- |
| Андраник Бабаян       | Арам |
| Мери Мкртчян          |      |
| Рози Аветисова        |      |
| Григор Багдасарян     |      |
| Тигрануи Тер-Маркосян |      |
| Ишхан Карибян         |      |
| Вардан Овсепян        |      |
| Татев Овакимян        |      |
| Теймине Хачатрян      |      |
| Арпине Исраелян       |      |
| Арман Навасардян      |      |

### Съемочная группа
- Режиссёр: Ваге Ян
- Автор сценария: Карине Ходикян
- Продюсер: Лилит Мартиросян
- Композитор: Андраник Берберян
- Оператор: Роберт Харазян

## Внешние ссылки
- Трейлер фильма
- Страница фильма на сайте кинокомпании
- Страница фильма на IMDB
- Фильм о фильме